# Heber Robert McBride
Heber Robert McBride (13 de mayo de 1843 – 1925) era autobiógrafo que inmigró a los Estados Unidos desde Inglaterra en 1856 a la edad de trece. Él era pionero mormón que inmigró Utah con la Compañía de carros de mano de Willie. McBride era mienmbro de La Iglesia de Jesucristo de los Santos de los Últimos Días.

## Primeros años
Heber Robert McBride nació a Margaret Howard y a Robert McBride el 13 de mayo de 1843 en Lancashire, Inglaterra. Su padre era de Escocia, y su madre era de Lancashire. Él era uno de sus 5 hijos. La familia de McBride inmigró a los Estados Unidos después de que McBride y sus padres se unieron a  La Iglesia de Jesucristo de los Santos de los Últimos Días in 1856. Él solo tenía 13 años cuando viajaron a los Estados Unidos en el barco llamado Horizon con aproximadamente 950 otras personas. Ellos llegaron en Boston, Massachusetts, y unos días más tarde viajaron al oeste a Chicago, Illinois y luego Iowa City.

## Compañía de carros de mano de Willie
La familia de McBride migró al oeste a Utah el 30 de noviembre de 1856, saliendo con la Compañía de carros de mano de Willie dirigidos por Edward Martin. Su compañía de carros de mano se constituía por aproximadamente 500 personas cuando comenzaron la excursión hacia el oeste. Ambos de sus padres se enfermaron durante el viaje difícil, y su padre falleció. Siendo el hijo mayor de la familia, McBride ayudó a jalar el carro de mano con su hermana mayor, Jennetta, haciendo el viaje al Salt Lake Valley a pie. Mientras iban en camino, el grupo se enfrentó al racionamiento y se encontraron en tormentas de nieve. "Casi todos los niños lloraban hasta dormirse cada noche" escribió McBride. Diez carros de mano fueron desde Salt Lake City para ayudar a la compañía de carros de mano a terminar su excursión. Ellos eventualmente llegaron a Salt Lake, aunque estaban en "una condición muy lamentable." Después de su propia experiencia cruzando las llanuras, él ayudó a otros a inmigrar a Utah en 1865. McBride fue llamado por Brigham Young para ayudar a los inmigrantes que se quedaron tirados al lado de Platte River en octubre de 1866. Su experiencia con la compañía de carros de mano de Willie fue registrada en su diario personal, lo cual ahora se guarda en la biblioteca Harold B. Lee Library de Brigham Young University en su L. Tom Perry Special Collections (Colecciones especiales de L. Tom Perry).

## La Vida en Utah
McBride se estableció en Utah. En los años 1857 y 1858, él luchó contra el ejército de Johnston durante la Guerra de Utah. Él trabajó por mucho tiempo transportando madera a Plain City, Utah desde el pase de North Ogden, y luego aceptó un trabajo llevando madera a Salt Lake. Mientas iba en uno de sus barcos, el barco se atrapó en una tormenta, y debido a que no volvió a casa, él fue declarado como muerto. Luego él compró una granja por 500 dólares estadounidenses. Él pasó el invierno de 1862 en su hogar que queda cerda del río de North Fork, pero se mudó a  Huntsville, Utah para asistir a la escuela.
McBride registró que en el año 1863 había un grupo de indígenas que estaban esparciendo el ganado, y él fue llamado para ser explorador en la Guerra de Halcón Negro en el territorio de Utah. Él se hizo amigo de un americano nativo llamado Tope durante la guerra. En 1868, McBride ayudó a establecer Ogden Valley, y el año siguiente él ayudó a construir el ferrocarril de Union Pacific. McBride se casó con Elizabeth Ann Burns el 28 de julio de 1868. Más tarde él se casó con Elizabeth B. Gould el 24 de noviembre de 1884, juntos tuvieron 4 hijos.
McBride se mudó a Raymond, Canadá, cerca de Lethbridge el 5 de junio de 1904. Murió durante el verano de 1925. Él se nota en el libro Pioneers and Prominent Men of Utah (Pioneros y hombres prominentes en Utah) y su autobiografía frecuentemente se cita por historiadores mormones debido a su documentación de las condiciones de la compañía de carros de mano de Martin.